# اسکوهگان (مین)
اسکوهگان(به انگلیسی: Skowhegan) شهری در ایالت مین کشور ایالات متحده آمریکا است که جمعیت آن در سرشماری سال ۲۰۱۰ میلادی، ۶٬۲۹۷ نفر بوده‌است.